# Игначак, Кшиштоф
Кшиштоф Игначак (пол. Krzysztof Ignaczak, род. 15 мая 1978, Валбжих) — польский волейболист, член национальной сборной Польши в 1998—2014 годах, участник трёх Олимпийских игр (Афины 2004, Пекин 2008, Лондон 2012), чемпион мира 2014 года, чемпион Европы 2009, золотой медалист Всемирной лиги 2012 года, серебряный призер чемпионата мира 2011 года, шестикратный чемпион Польши (2005, 2006, 2007, 2012, 2013, 2015), победитель первенства Англии 2017.
Лучший либеро Мировой лиги 2011 года.
Почётный гражданин города Белхатув.